# Юрахлы
Юрахлы — посёлок в Варгашинском районе Курганской области. Входит в состав Варгашинского поссовета.

## История
До 1917 года входил в состав Моревской волости Курганского уезда Тобольской губернии. По данным на 1926 год железнодорожный разъезд Юрахлы состоял из 21 хозяйства. В административном отношении входил в состав Щучьевского сельсовета Варгашинского района Курганского округа Уральской области.

## Население
| 1926 | 1989 | 2002 | 2010 | 2011 | 2012 | 2013 |
| ---- | ---- | ---- | ---- | ---- | ---- | ---- |
| 86   | ↗123 | ↘115 | ↘80  | →80  | ↘78  | ↘77  |
| 2014 | 2015 | 2016 | 2017 |      |      |      |
| ↘76  | ↘71  | ↘64  | ↘58  |      |      |      |

По данным переписи 1926 года на разъезде проживало 86 человек (43 мужчины и 43 женщины), в том числе: русские составляли 99 % населения.